# 琳琅天上
琳琅天上，是腾讯游戏旗下的游戏工作室，于2003年成立。曾开发《QQ堂》、《QQ飞车》、《御龙在天》等游戏。2014年，腾讯互娱自研游戏组织体系进行调整，撤销琳琅天上，相关人员并入天美工作室群。

## 旗下游戏
- 《QQ飞车》
- 《御龙在天》
- 《逆战》
- 《炫之王》
- 《枪神纪》
- 《QQ堂》
- 《三角洲行动》